# Ateuchus fetteri
Ateuchus fetteri är en skalbaggsart som beskrevs av Kohlmann 1996. Ateuchus fetteri ingår i släktet Ateuchus och familjen bladhorningar. Inga underarter finns listade.